# Ardeotis
Ardeotis és un gènere d'ocells de la família dels otídids (Otididae). Les diferents espècies d'aquests piocs salvatges habiten zones àrides i praderies, d'Àfrica i Aràbia, Àsia meridional i Austràlia i Nova Guinea.

## Taxonomia
Segons la classificació del Congrés Ornitològic Internacional (versió 13.2, 2023) aquest gènere conté 4 espècies:
- Pioc salvatge del Sahel (Ardeotis arabs).
- Pioc salvatge australià (Ardeotis australis).
- Pioc salvatge de l'Índia (Ardeotis nigriceps).
- Pioc salvatge kori (Ardeotis kori).